# Ahmed al-Mansour
Pour les articles homonymes, voir al-Mansour et Saadi (homonymie).
Abou Abbas Ahmed al-Mansour (أبو العباس أحمد المنصور), surnommé Moulay ad-Dhahbî (« le doré » en arabe), est le sixième sultan de la dynastie saadienne, au Maroc, de 1578 à sa mort en 1603.

## Jeunesse
Ahmed al-Mansour est né en 1549 à Fès, au Maroc. Il est le fils de Mohammed ash-Sheikh, le sultan saadien précédent. Il a reçu une éducation soignée, notamment en étudiant le Coran et les sciences islamiques et  a également été formé aux arts militaires, ce qui lui a permis de développer des compétences de leadership et de stratégie militaire. Il est éloigné du palais à l'âge de 8 ans à cause de la lutte de pouvoir entre son père Mohammed ech-Cheikh et son oncle Ahmed al-Araj, pour se réfugier à Sijilmassa, puis dans la régence d'Alger, jusqu'à son retour auprès de son frère Abou Marwan Abd al-Malik en 1574.

## Accession au pouvoir
En 1578, il prend le pouvoir à la suite de la mort de son frère Abou Marwan Abd al-Malik mort à la bataille de l'Oued Makhazin (dite bataille des Trois Rois) contre les Portugais et c'est après cette victoire qu'il est surnommé al-Mansour (« le Victorieux »).
Sa fortune était telle qu'il fit construire le palais El Badi, dans lequel étaient utilisés les matériaux les plus précieux, venus d'Europe, d'Asie et d'Afrique. Dans ce palais des réceptions fastueuses qui reprenait le plan classique des résidences royales de l'Andalousie musulmane, le sultan recevait les ambassades venues principalement d'Espagne, d'Angleterre, de France et de l'Empire ottoman.

## Situation du Maroc
Son règne correspond à une renaissance culturelle et artistique pour le Maroc, notamment Marrakech.
Sur le plan militaire, il est également connu pour avoir modernisé l'armée marocaine et avoir introduit les nouveautés de l'art militaire ottoman, après son exil de jeunesse dans la régence d'Alger, puis à Constantinople, alors capitale de l'Empire ottoman.
Sur le plan économique, de grandes plantations de canne à sucre sont mises en valeur dans la plaine du Haouz. Le sucre marocain est exporté principalement vers l'Angleterre des derniers Tudors qui établissent une société commerciale pour commercer avec le Maroc, la Barbary Company. Cette dernière disparaîtra très vite du fait de la concurrence des plantations coloniales du Brésil portugais et des Caraïbes.
Sur le plan de l'organisation politique, le sultanat saadien n'institue pas de grand-vizir comme la Sublime Porte ottomane, mais le « Wazir al Qalam » (ministre de la Plume), chargé de gérer la correspondance de l'État, possède cependant une fonction équivalente. Quant au hajib, le chambellan, son rôle s'accroît au sein du palais avec l'introduction d'un protocole sophistiqué d'origine turque inspiré par Topkapi.
Sur le plan administratif, le makhzen saadien nomme des pachas et des beys à la tête des provinces. À Fès, deuxième ville du pays, le sultan est représenté par un vice-roi auquel il délègue d'importants pouvoirs, le khalifa. Les garnisons, composées d'éléments étrangers (surtout renégats et andalous) et marocains ont la double mission de faire régner l'ordre et d'aider les gouverneurs à percevoir l'impôt.

## Conquête militaire en Afrique
Face à l'extension de l'Espagne et sa nouvelle richesse (l'or et l'argent d'Amérique affluent en Espagne), le sultan cherche une autre source d'or et se tourne vers le Soudan occidental nigérien, fameux pour ses richesses connues grâce au pèlerinage à La Mecque de l'empereur du Mali Mansa Kanga Moussa au XIIIe siècle et celui de l'empereur de Gao au début de ce XVIe siècle. Al-Mansour prépare soigneusement la conquête et en octobre 1590, sous le commandement de Djouder, un eunuque espagnol converti, il lance 10 000 hommes, accompagnés de chevaux, de chameaux et surtout de canons à l'assaut de l'empire de Gao.
En organisant cette expédition contre le Songhaï, le sultan de Marrakech compte contrôler les salines de Teghazza, prendre possession des réserves d’or du Soudan, et peut-être éloigner de sa capitale les chefs trop influents de son armée de mercenaires, composée d’Andalous et de renégats européens. Les Andalous ou Morisques sont les descendants des Arabes et des Berbères qui ont participé à la conquête de l’Espagne au VIIIe siècle, ou des Hispaniques islamisés à cette époque-là, et qui ont quitté la péninsule Ibérique après la chute du sultanat nasride grenadin en 1492. Les renégats, de diverses origines (Italiens, Grecs, Arméniens, Français, Anglais, Espagnols), sont des captifs vendus au sultan par les pirates barbaresques ou encore des aventuriers attirés par la perspective de faire fortune; tous sont convertis à l’islam.

L'Empire songhaï est alors à son apogée et s'étend du Sénégal jusqu'à l'Aïr (les Touaregs paient alors tribut) sous la dynastie des Askias (du songhaï « A si ki ya » : littéralement « Il ne sera pas celui-là »).

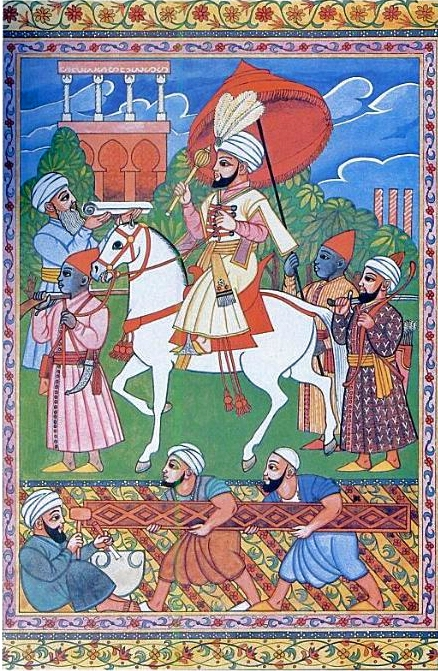

Après deux mois de traversée du Sahara, l'armée marocaine atteint près de Tombouctou le fleuve Niger en avril 1591. Les Marocains et les Songhaï se rencontrent donc en bord du fleuve entre Tombouctou et Gao dans la bataille de Tondibi. Le vainqueur Djouder reçoit une proposition de paix refusée immédiatement par le sultan qui exige directement de l'or. L'armée marocaine pille tout ce qu'elle trouve et l'envoie au Maroc (on parle d'une à une tonne et demie d'or). D'innombrables gouverneurs règnent sur ce qui est devenu le pachalik du Soudan marocain et occupent toute la moyenne vallée du Niger (avec plusieurs assassinats) au nom de Marrakech pendant 80 ans. L'autorité religieuse du califat saadien est reconnue alors jusqu'au Tchad par le royaume du Kanem-Bornou par son souverain le Mai Idrīs Alaoma. La civilisation songhaï décline peu à peu et l'Afrique de l'Ouest en sera durement pénalisée. Au Maroc, certains oulémas s’insurgent de voir Al-Mansour organiser une expédition contre une région déjà islamisée quand d'autres y voient la renaissance du califat universel.
Plusieurs fils de l'Askia reprennent le flambeau, mais un seul, l'Askia Nouhou résiste en choisissant de s'exiler dans le Dendi plus au sud. Sa descendance maintiendra la résistance et un semblant d'État pendant un demi-siècle.
Le contrôle du Maroc sur la boucle du Niger se fera de plus en plus lâche voire inexistant jusqu'à la chute de la dynastie saadienne et son remplacement par la dynastie alaouite (voir le livre de Nabil Mouline sur le « califat imaginaire » du sultan Ahmed « le Victorieux » (« El-Mansour ») et « le Doré» (« Ed-Dahabi ») : contrairement à ce que l'on croit, Al-Mansour avait déjà le surnom de Ad-Dahabi (le Doré) en raison des rançons reçues pour la libération des nobles portugais capturés pendant la bataille des Trois Rois et non de l’or qu’il reçoit de cette expédition.
Il a donné son nom au lac du barrage El Mansour Eddahbi construit en 1960 près de Ouarzazate.

## Culture populaire
Dans les jeux vidéos, le sultan Ahmed al-Mansour est un des dirigeants jouables dans le jeu de stratégie Civilisation V : Brave New World[réf. nécessaire].